# Ferrante de Gemmis
Ferrante de Gemmis (Terlizzi, 14 aprile 1732 – Terlizzi, 21 aprile 1803) è stato un filosofo e letterato italiano.

## Vita
Figlio del Barone di Castel Foce Tommaso de Gemmis e di Francesca Bruni dei baroni di Cannavalle, fu fratello di Gioacchino de Gemmis, rettore dell'Università di Altamura, di Giuseppe de Gemmis, Presidente della Regia Camera della Sommaria, e di Giovanni Andrea, Consigliere della Suprema Corte di Giustizia. All'età di undici anni si trasferì nella capitale Napoli affidato al prozio, il potente Ministro Ferrante Maddalena, dove studiò  dai più prestigiosi precettori dell'epoca. Fu allievo dell'abate Antonio Genovesi, di cui divenne amico e con cui mantenne una cospicua corrispondenza epistolare raccolta nelle Lettere familiari del celebre illuminista.
Laureatosi in diritto all'Università di Napoli, il ministro Maddalena lo introdusse negli ambienti più esclusivi della corte partenopea istituendolo erede universale con la clausola di aggiungere il suo cognome, obbligo mai rispettato dai discendenti. Morto il prozio nel 1752, fu nominato dal sovrano giudice a Cava de' Tirreni e fu malvisto a corte poiché rinunziò alla carica per ritirarsi a Terlizzi, per stare vicino al padre malato, nel 1754. Qui si dedicò ai suoi studi di filosofia e diede vita ad una fervida attività culturale rivelandosi l'esponente primario dell'illuminismo della regione. Istituì una Accademia a Terlizzi, vero e proprio cenacolo culturale con scopo di ricerca scientifica e di attuazione pratica di conoscenze in campo agricoloː purtroppo, non ottenendo l'approvazione Reale perché sospetto centro di idee liberali, l'Accademia dovette chiudere, ma gli incontri culturali proseguirono ufficiosamente per anni grazie anche all'incoraggiamento epistolare di Antonio Genovesi.
Prese in moglie nel 1757 Caterina Lioy di Terlizzi, di nobile famiglia di orientamento massonico.
Fu governatore di Terlizzi e promosse il riscatto della città dal diritto di molitura che aveva la duchessa di Giovinazzo donna Eleonora Giudice. Fondò, in questi anni, il Conservatorio delle Orfanelle nel 1769 e nello stesso anno aprì le scuole pubbliche con reale approvazione; nel 1774 fu inoltre incaricato da Ferdinando I di Borbone al riordinamento dell'amministrazione della Città, che fu divisa in tre ceti in base ai ranghi.
Ebbe sette figli, tra cui Tommaso de Gemmis Maddalena, capitano dei R. R. eserciti e governatore militare di Terlizzi; Elisabetta, moglie di Giuseppe de Samuele Cagnazzi, fratello del celebre Luca de Samuele Cagnazzi; Cecilia, sposatasi con Pietro Lupis e Giuseppe, sposato a Donna Maria de Introna, dalla cui discendenza avrà origine il ramo di Gennaro de Gemmis.
Morì a Terlizzi, largamente stimato, il 21 aprile 1803, e fu sepolto nella cappella nobiliare de Gemmis di Terlizzi.

## Opere
De Gemmis scrisse numerose opere letterarie e filosofiche, che volle pubblicate anonime per modestia e che oggi sono andate perdute, salvo il libro storico intitolato Tavole cronologiche della Storia Universale pubblicato a Napoli nella stamperia della Soc. Letteraria e tipografica nel 1782.

## Genealogia
- Gioacchino de Gemmis (1746-1822) - fratello
- Elisabetta de Gemmis (?-1799) - figlia
- Giuseppe de Samuele Cagnazzi (1763-1837) - genero